# D. D. Jackson
Robert Cleanth Kai-Nen " DD " Jackson (nacido el 25 de enero de 1967) es un pianista y compositor de jazz canadiense-estadounidense. Ganó el Premio Juno al Mejor Álbum de Jazz Contemporáneo - Instrumental en 2000 por su disco de piano. Ha compuesto óperas y ganado dos premios Emmy por su trabajo en la televisión, con 5 nominaciones en total.

## Temprana edad y educación
Jackson nació el 25 de enero de 1967 en Ottawa, Ontario. "DD" proviene de la palabra "hermano pequeño" en chino mandarín, que era utilizada por su familia. Comenzó a tocar el piano a los seis años. Después de graduarse en música clásica en la Universidad de Indiana en 1989, se mudó a Nueva York, donde obtuvo una maestría en jazz en la Escuela de Música de Manhattan. El pianista Don Pullen fue su mentor, y también tomó lecciones privadas con Jaki Byard.

## Vida posterior y carrera
Jackson tocó por primera vez con David Murray a principios de la década de 1990. En 1999 fue director del musical "Mytholojazz" en Broadway, para el que también actuó en el escenario. Después de algunos álbumes con el sello discográfico Justin Time Records, grabó dos para RCA Records en 1999. El primero de ellos (...So Far), ganó el premio Juno al "Mejor Álbum de Jazz Contemporáneo (Instrumental)" en el 2000. También grabó Rhapsody in Blue de Gershwin para Summit Records en 2002.
La primera ópera de Jackson (Quebecité) se estrenó en 2003, seguida tres años más tarde por Trudeau: Long March/Shining Path, y una comedia musical, Depressed, Depressed. Fue uno de los compositores del programa de televisión infantil The Wonder Pets y compuso la música de The Ocean Room, otro programa de televisión infantil.
Durante cinco años, Jackson también escribió una columna titulada "Living Jazz" para la revista DownBeat. Comenzó a enseñar en el Hunter College en 2009 y en la Escuela de Artes de Harlem en 2011.
Desde agosto de 2018, ha sido profesor de jazz y director de Big Band en el Conservatorio de Música del Brooklyn College.
Jackson ha sido compositor en el programa de televisión infantil Peg + Cat, lo que le valió un premio Daytime Emmy a mejor dirección y composición musical en 2016 y un segundo Emmy en 2019 a mejor canción original, "A World Made By Friends" (compartido con el letrista Billy Aronson). Ha recibido un total de cinco nominaciones al Emmy durante su estancia en el programa.

## Estilo
"Conocido por su enfoque enérgico, incluso atrevido, al tocar el teclado, Jackson supera rutinariamente sus límites técnicos, usando ritmos cruzados o diferentes metros en cada mano, tocando grupos con las palmas o los brazos, y poniéndose de pie para hacer sonar acordes atronadores en ambos extremos del teclado. el piano simultáneamente." 

## Discografía

### Como líder
| Año de grabación | Título                  | Notas |
| ---------------- | ----------------------- | --- |
| 1994             | Canción de paz          | Con David Murray (saxo tenor), John Geggie (bajo), Jean Martin (batería) |
| 1996?            | Danza rítmica           | Trío, con John Geggie (bajo), Jean Martin (batería) |
| 1996             | Emparejado, vol. 1      | Dúos, con Hugh Ragin (trompeta), James Carter (saxo tenor), David Murray (saxo tenor), Hamiet Bluiett (saxo barítono), Billy Bang (violín), Santi Debriano (bajo)                                    |
| 1997             | Emparejado, vol. 2      | Dúos, con Ray Anderson (trombón), David Murray (saxo tenor), Don Byron (clarinete), Jane Bunnett (flauta), Santi Debriano (bajo)                                                                     |
| 1998?            | Mismo espacio           | Trío, codirigido con Hamiett Bluiett (saxo barítono, clarinete bajo, flauta de madera), Mor Thiam (percusión, voz)                                                                                   |
| 1999?            | Únete a nosotros        | Trío, codirigido con Hamiett Bluiett (saxo barítono, clarinete, flauta de madera), Mor Thiam (percusión, voz)                                                                                        |
| 1999             | ... Hasta ahora         | Piano solo |
| 1999             | Himno                   | Con Christian Howes (violín, guitarra), Richard Bona (bajo eléctrico, voz), Jack DeJohnette (batería), Mino Cinelu (percusión); James Carter (saxo) agregado para algunas pistas                     |
| 2001             | sigame                  | Con Christian Howes (violín), Ugonna Okegwo (bajo) |
| 2001?            | La llamada              | Trío, codirigido por Hamiett Bluiett (saxo barítono, flauta de madera, clarinete), Kahil El'Zabar (batería, percusión, voz)                                                                          |
| 2002             | Suite para Nueva York   | Con Brad Turner (trompeta), Tom Walsh (trombón), James Spaulding (saxo alto, flauta), David Mott (saxo barítono), Christian Howes (violín), Ugonna Okegwo (bajo), Dafnis Prieto (batería, percusión) |
| 2005-06          | Canción de la serenidad | Con Dana Leong (trombón, violonchelo), Sam Newsome (saxo soprano), David Mott (saxo barítono), Christian Howes (violín), Ugonna Okegwo (bajo), Dafnis Prieto (batería, percusión)                    |

### Como acompañante
Con Billy Bang
- Bang On! (Justin Time, 1997)

Con James Carter
- Present Tense (EmArcy, 2008)

Con David Murray
- Long Goodbye: A Tribute to Don Pullen (DIW, 1996)
- Creole (Justin Time, 1998)
- Octet Plays Trane (Justin Time, 2000)

Con la orquesta de cámara ProMusica
- American Jazz Concertos (Summit, 2002)[2]

Con el Cuarteto Mundial de Saxofones
- M'Bizo (Justin Time, 1999)